# George Alexander Lingham
George Alexander Lingham, avstralski častnik, vojaški pilot in letalski as, * 30. november 1898, Melbourne, † 22. julij 1982, London, Anglija. 	
Nadporočnik Lingham je v svoji vojaški karieri dosegel 6 zračnih zmag.

## Odlikovanja
- Distinguished Flying Cross (DFC)